# Одриско царство
Одриското царство (на гръцки: Ὀδρύσαι, Βασίλειον Ὀδρυσῶν, Odrysian kingdom) е държавно обединение на тракийски племена, обединени от одрисите, възникнало в началото на V век пр.н.е. и окончателно присъединено към Римската империя през 46 година.

## Възникване
Възникнало в Югоизточна Тракия, то постепенно обхваща обширна територия, населена с траки, и гръцки полиси, простиращи се от земите между Вардар (Аксиос) и Струма (Стримон) на запад до Дунав (Истрос) на север, Черно море (Евксински понт) на изток и Бяло море (Егео Пелагос) и Мраморно море (Пропонтида) на юг. Първият могъщ владетел, известен в изворите, е Терес I. В V в. пр. Хр. Тукидид пише: „Одриското царство се простира от Абдера към Черно море (Еквисински понт) до устието на река Дунав (Исътр)...Навътре в страната разстоянието от Бизантион до Струма (Стримон) се взима от добър пешеходец за 13 дни.“
Държавата се развива при синовете му Спарадок и Ситалк, укрепва при управлението на Севт I и Амадок I, достига разцвет при Котис I. При следващите владетели Одриското царство попада и се освобождава от хегемонията на Древна Македония, преживява нашествията на келтите, 200 години отстоява независимостта си от Рим и чак в 46 г. става римската провинция Тракия, то е предпоследната трайно завоювана от Рим област, ако не се брои Дакия образувана в 170 г. и постепенно напусната от 117 г. до 272 г., когато е изпразнена окончателно. След Тракия е завладяна само Арабия в 105 г. завоювана от Арабите в 638 г.

## Разцвет
След VII в. пр.н.е. по Егейското и Черноморско крайбрежие на Балканския полуостров се появяват селища на елински колонисти. В края на VI в. пр.н.е. и в началото на V в. пр.н.е. през югоизточна Тракия минават няколко похода на персийската армия и оставят персийски гарнизони. Отношенията на траките с останалите народи довеждат и до военна консолидация срещу персите и гърците и активизират политическия живот. В крайна сметка възниква силна държавна структура. За пръв път одрисите успяват да създадат дълготраен съюз след оттеглянето на персийската армия.
Счита се, че Терес I поставя началото на първата могъща тракийска държава (първа половина или средата на V в. пр.н.е.). Тя се простира по теченията на Марица, Арда и Тунджа до крайбрежията на Черно, Мраморно и Егейско море. Владетелите обикалят постоянно подвластната си територия и отсядат в множество царски резиденции. Един от тези царски градове вероятно е бил Кабиле (близо до днешния Ямбол), а Севт III построява града-резиденция Севтополис (днес на дъното на язовир Копринка край Казанлък).
При сина на Терес – Ситалк, държавата се разширява значително. Завоювани са територии и на север от Хемус (Стара планина), чак до устието на р. Дунав. Според Тукидид, владенията на одрисите започват от Абдера при устието на р. Места и се разпростират чак до устието на р. Дунав. В пределите на Одриското царство влизат и земите на други тракийски племена, които са покорени от Ситалк и му плащат данък. Ситалк сключва мирен договор с Атина в навечерието на Пелопонеските войни през 431 г. пр.н.е. и обещава военна помощ, която договореност в крайна сметка не изпълнява. Амбициите на Ситалк са да разшири границите на държавата в западна посока, за сметка на Древна Македония и на нейния владетел Пердика. През 424 г. пр.н.е. царят води битка с трибалите, но претърпява неуспех. През същата година Ситалк умира, без да е сигурно дали загива на бойното поле или смъртта го настига в резиденцията му.
На престола се възкачва Севт, впоследствие наричан Севт I. Новият цар продължава активните икономически и политически операции на своя предшественик. Известно е, че Севт успява да поднови съюза с атиняните. През периода 424 – 421 г. пр.н.е. става забележително увеличаване на данъците от гръцките градове по североизточното Егейско крайбрежие. Те достигат до 400 таланта злато и сребро. Предполага се, че Севт ги е поставил под своя зависимост. Известно е, че той събира войска от наемници гети и започва военна кампания срещу атиняните на югоизток, в района на Тракийския Херсонес (Галиполи). Севт завладява един град, който най-вероятно е Кардия. Събитието се датира към 411 г. пр.н.е., но от този момент нататък сведенията за тракийския цар се губят в изворите.
Последният велик одриски цар е Котис I (IV в. пр.н.е.). По време на неговото царуване Одриското царство постига своеобразен връх в политическия си живот. Според античните автори той заема престола след преврат. Царят влиза в историята като съюзник на Атина, дори получава почетно гражданство в знак на приятелство. Далновиден и въоръжен с търпение, Котис не прибързва с военните действия. През 362 г. пр.н.е. тракийските войски нахлуват в Тракийския Херсонес (Галиполи) и покоряват няколко града. Междувременно Котис се среща и с новия владетел на Македония – Филип II. Не е известно за какво са се договаряли. Преди да довърши Херсоненската офанзива, през 359 г. пр.н.е., малко след договореностите с Филип II, Котис е убит от двама братя от Енос, вероятно по поръчка на Атина.
След смъртта на Котис Одриското царство се разделя на три части. Настъпва период на децентрализация, на обособяване на нови или на странични държавни организации. Следват години на упадък.

## Падане
От смъртта на Котис I и разделянето на царството между тримата му синове се възползва македонският владетел Филип II, който нахлува с войските си в Тракия и покорява едно по едно малките одриски царства. След смъртта на Филип II, неговият наследник Александър Велики утвърждава хегемонията на Древна Македония в Тракия с военен поход. При наследника на Александър – Лизимах – одриските владетели отхвърлят неговата хегемония. Най-известният владетел от този период, края на IV в. пр.н.е., е Севт III – разкопана е неговата столица Севтополис и е открита неговата гробница в могилата „Голяма косматка“. През 313 г. пр.н.е., по време на борбата си с Лизимах, тракийският владетел настанява свои гарнизони по черноморските градове. Те обаче се вдигат на въстание, което той не успява да потуши. След това събитие данни за одриския предводител Севт III не се срещат.
През III в. пр.н.е. от север нахлуват келтите, завладяват част от тракийските земи и атакуват Мала Азия, където са разбити при Пергам. В 279 г. пр.н.е. те основават келтско царство със столица Тиле (днешното село Тулово). Вероятно последният му владетел е Кавар в района на Бизантион. През 213 пр.н.е., както свидетелства Полибий, траките унищожават съществувалата само 66 години келтската държава на Балканите.
След като така покоряват нахлулите келти, одриските владетели отново въздигат държавата, от периода II – I в. пр.н.е. са известни имената на царете Садала I, Раскупор III, Реметалк I и др. Тракийски отряди се бият в битката при Пидна срещу настъпващите в Македония римляни. Впоследствие династични борби и сепаратизъм отново разпокъсват държавата на малки царства и владения.
В тази обстановка към средата на II век пр. Хр. са намесват покорилите вече Македония в 148 г. пр.н.е. римляни. Те успешно прилагат добре изпитания си политически принцип „Разделяй и владей!“. Разпокъсаната Тракия изпада в зависимост от римляните и след 200 години съпротива и лавиране в средата на I в. сл. Хр., след смъртта на Реметалк III, който не оставя наследник, от Одриското царство в 45 – 46 г. сл. Хр. е образуваната римска провинция Тракия.

## Одриски владетели

### Ранни владетели на одрисите
- Одрис (ок. 715 пр.н.е. – ок. 650)
- Тинос /син на Одрис/ (ок. 650 – ок. 620)
- Витинос /син на Одрис/ (ок. 620 – ок. 590)
- Котис (ок. 590 – ок. 530)
- Олорус (ок. 530 – ок. 480)

### Владетели на Одриското царство
- Терес I /син на Олорус/ (480 пр.н.е – 448)
- Спарадок /син на Терес/ (448 – 440)
- Ситалк /син на Терес/ (440 – 424)
- Ситалк I /син на Терес/ (440 – 424)
- Садок /син на Ситалк/ (425 – 424)
- Севт I /син на Спарадок/ (424 – 407)
- Смикитис – парадинаст (ок. 424)
- Месад – парадинаст /син на Спарадок/ (415 – ок. 400)
- Терес – парадинаст (края на V в. пр.н.е.)
- Амадок I /Медок I, син на Ситалк/ (407 – 391)

- Севт II /син на Месад/ (405 – 384)

- Сараток I – парадинаст (ок. 405 – ок. 387)
- Бергей – парадинаст (ок. 400 – ок. 370)
- Терес II (391 – 389)
- Спокес – парадинаст (ок. 390 – ок. 360)
- Хебризелм I /син на Севтес I/ (389 – 384)
- Котис I /син на Севтес II/ (384 – 359)
- Адамас – парадинаст (ок. 380 – ок. 370)
- Милтокит – парадинаст (362 – 359)
- Ребулас – парадинаст (ок. 360)
- Скосток I – парадинаст (359 – 357)

- Берисад /Тирисад, син на Котис I/ (359 – 356)
- Амадок II /Медок II, син на Амадок I/ (359 – 351)
- Керсеблепт /син на Котис I/ (359 – 341)

- Кетрипор /син на Берисад/ (356 – 347)
- Терес III /според някои Терес II/ (351 – 341, до 331 е македонски васал)

- Сараток II – парадинаст (ок. 350)
- Тирим – независим или полунезависим владетел (ок. 350 – 335)
- Филимон (Филит) /син на Керсеблепт I/ (ок. 340 – 336)
- Сройос (336 – 306)
- Ситалк II (ок. 334 – 324)
- Агатон /син на Тирим/ (ок. 331)
- Севт III /син на Котис I/ (ок. 331 – ок. 300)
- Артофарн (Артаферн) /син на Котис I/ (ок. 324)
- Спарток – парадинаст (ок. 323)
- Епимен – парадинаст (ок. 320 – ок. 290)
- Райздос /син на Филимон/ (ок. 300 – ок. 281)
- Котис II – парадинаст /син на Севтес III/ (ок. 300 – ок. 280)
- Хебризелм II /син на Севтес III/ (ок. 300 – ок. 270)
- Терес IV /син на Севтес III/ (ок. 300 – ок. 270)
- Саток /син на Севтес III/ (ок. 300 – ок. 270)
- Садалас I /син на Севтес III/ (ок. 300 – ок. 270)
- Скосток II /Скостоп/ – парадинаст (298 – 281)
- Орсоалт – парадинаст /син на Севтес III/ (ок. 285 – 265)
- Керсеблепт II (ок. 281)
- Ройгос – парадинаст /син на Котис (II)/ (ок. 280 – ок. 270)
- Котис II (или III) /син на Ройгос/ (ок. 270 – ок. 260)
- Раискупор (I) – парадинаст /син на Скосток II/ (ок. 260)
- Терес V (ок. 260 – 250)
- Йолай I /син на Керсеблепт II/ (ок. 250 – ок. 240)
- Терес VI /син на Керсеблепт II/ (ок. 250 – ок. 200)
- Посидоний I /син на Керсеблепт II/ (ок. 240 – ок. 230)
- Одроес – парадинаст (ок. 240 – ок. 230)
- Раискупор I /син на Котис II (III)/ (ок. 240 – 212)
- Адаиус – парадинаст (ок. 230)
- Медистас /син на Керсеблепт II/ (ок. 230 – ок. 213)
- Плевратус (213 – 208)
- Севтес IV /син на Раискупор I/ (212 – 171)
- Амадок III) /син на Севтес IV/ (ок. 200 – 184)
- Аутлезбис (ок. 171)
- Раискупор II – парадинаст /син на Адаиус/ (ок. 171 – 170)
- Котис III (или IV) /син на Севтес IV/ (171 – 150)
- Мостис /син на Севтес IV/ (ок. 171 – ок. 150)
- Терес VII (или V) (ок. 171 – ок. 148)
- Битюс /син на Котис III (IV)/ (ок. 150 – ок. 120)
- Диегил – парадинаст, кенитски владетел /син на Котис III (IV)/ (ок. 150 – ок. 140)
- Бюзес /проримски владетел, син на Котис III (IV)/ – (ок. 140 – ок. 130)
- Барсабас – парадинаст /син на Диегил/ (ок. 140 – ок. 130)
- Бургил /син на Битюс/ (ок. 130 – 98)
- Котис (IV или V) – парадинаст /син на Битюс/ (ок. 120 – ок. 110)
- Сотим – парадинаст, медийски владетел /син на Диегил/ (ок. 110 – ок. 98)
- Мостис II – парадинаст /син на Сотим/ (ок. 100 – ок. 90)
- Котис IV (или V) /син на Сотим/ (98 – 87)
- Терес VIII (или VI) /син на Сотим/ (ок. 87)
- Садала I (или I) /син на Котис IV (V)/ (87 – 58)
- Котис V (или VI, или VII, или I) /син на Котис IV (V)/ (57 – 48)
- Амадок IV /син на Котис IV (V)/ (ок. 48)
- Садала II /или III, син на Котис V (VI)/ (48 – 42)
- Раскупор III (или Раскупорис I) /син на Котис V (VI), сапейски владетел/ (48 – 42)
- Раскос – парадинаст /син на Котис V (VI)/ (ок. 42)
- Менеген – парадинаст /син на Асклепид, Хераит (от Херайон тейхос)/ (ок. 42)
- Садала III /или IV, син на Садалас III/ (44 – 42)
- Садала IV /или V/ (42 – 31)
- Котис VI (или II) – парадинаст, сапейски владетел (42 – 31)
- Котис VII (или III) /син на Котис VI/ (31 – 18)
- Реметалк I /син на Котис VI/ (ок. 31 пр.н.е. – 12 г.)
- Раскупор III (Раскупорис II Астийски) /син на Котис V (VI)/ (18 – 13)
- Раскос /син на Котис V (VI)/ (18 – 11)
- Котис VIII (или IX, или IV) /син на Раскупорис II/ (13 – 11) – последен одриски цар*

- Котис IX (или VIII, или V Старши, IX Старши, син на Реметалк I) (12 – 18)
- Раскупорис II /син на Котис VI/ (12 – 18)

- Котис X (или VI, или V Младши, IX Младши, одриско-сапейски владетел) (18 – 21)
- Реметалк II /син на Раскупорис (18 – 36)
- Котис XI (или X, или VI, или IX) /син на Котис IX (VIII) и вуйчо на Котис I Боспорски/ (36 – 38, от 38 до 47 е киликийски владетел)
- Реметалк III /син на Котис IX (VIII)/ и Питодора II (38 – 46)